# Caïc (barca)
|  | No s'ha de confondre amb Caiuc. |

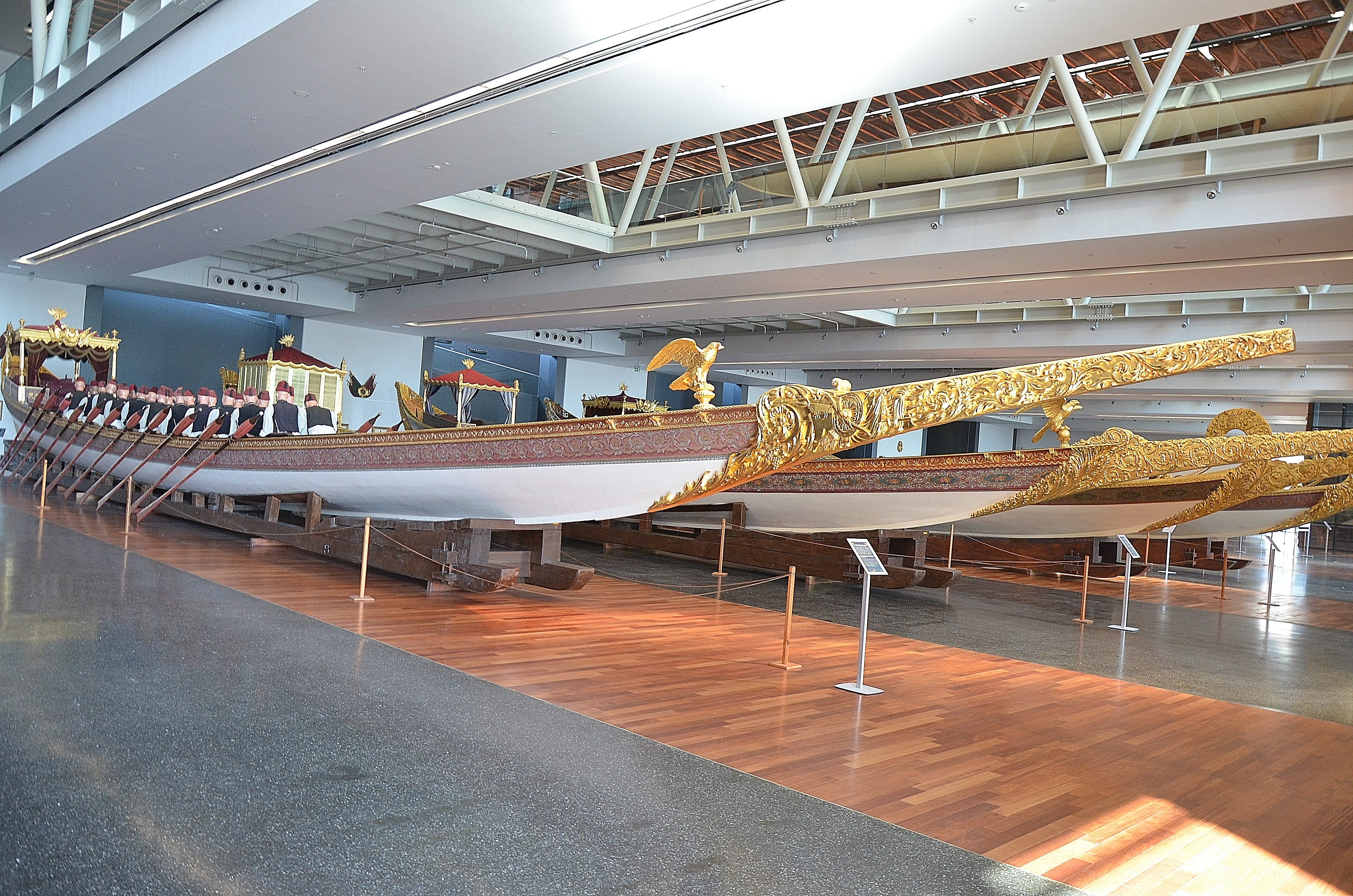
Caïcs de l'Imperi otomà en el Museu Naval d'Istanbul.

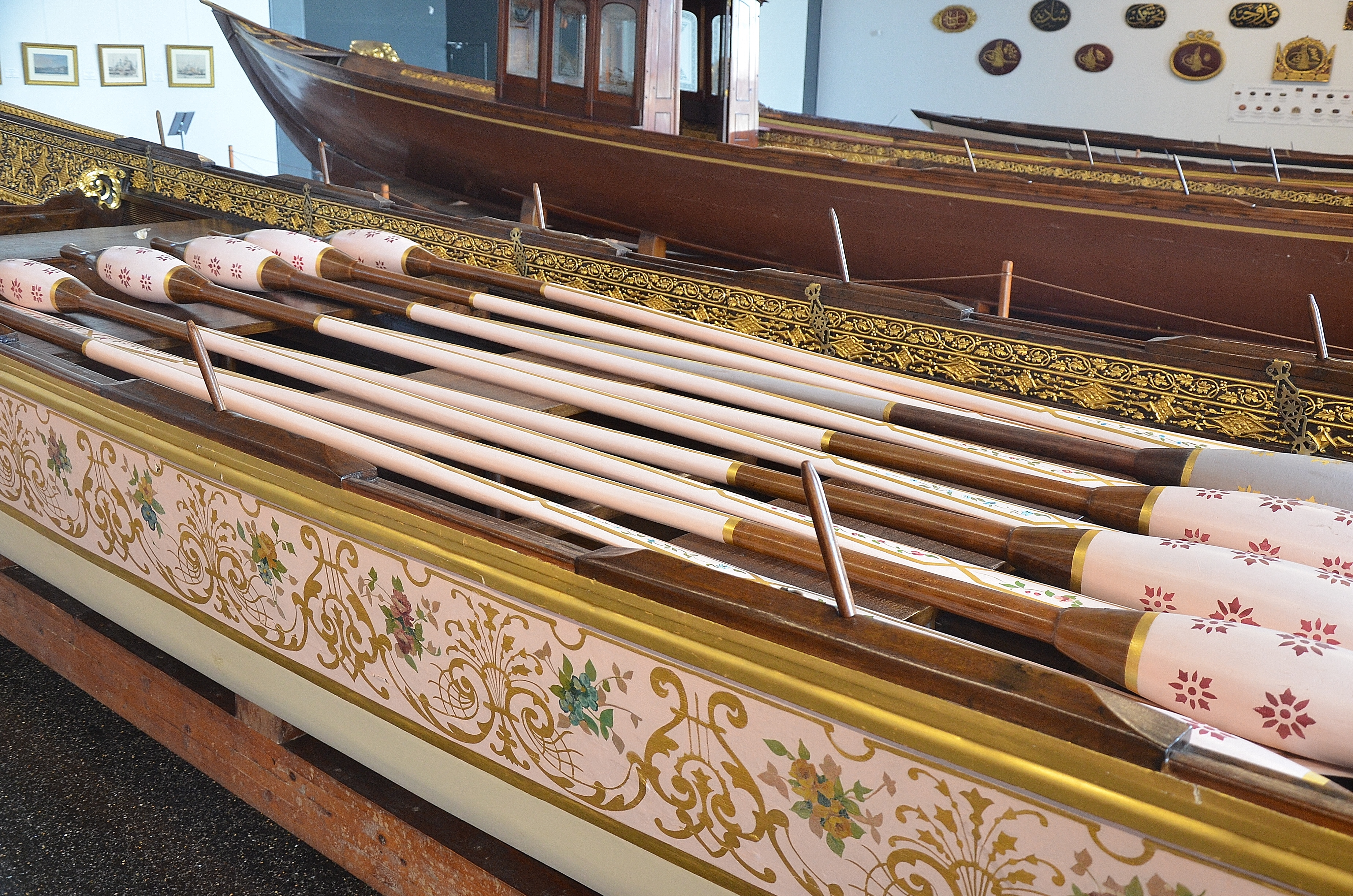
Rems d'un caïc imperial turc.

Un caïc (del francès caïque, i aquest del turc kayık) podia ser un esquif destinat al servei de les galeres o una barca molt lleugera que s'usava en els mars de Llevant.

## Descripció
Inicialment es tractava d'una embarcació lleugera i estreta de pesca o enllaç, de fusta i amb les rodes rematades, amb una quilla corba per poder ser transportat per la platja. El caïc és específic de l' Orient Mitjà. Alguns tipus són grans i amb veles.
És un tipus antic de petits vaixells rústics, rems o veles, el nom s'actualitza amb versions motoritzades modernes molt més imponents (caïc ketch o goleta) amb totes les comoditats per als creuers costaners i apreciats per la seva construcció de fusta.